# 黄氏书室
黄氏书室，又称黄家祠、黄宗祠或黄氏宗祠，是一座位于今中华人民共和国广东省惠州市惠城区的祠堂，建于清道光二十二年（1842年）。该建筑最初是归善县黄氏的总祠，后来改为书室，为在当地读书的黄姓弟子提供食宿服务；目前，该建筑是东江民俗文物馆的馆址。1990年7月23日，惠州市人民政府公布其入选第三批惠州市文物保护单位:250。2015年12月10日，广东省人民政府公布其升格为第八批广东省文物保护单位。

## 背景
清雍正及乾隆年间，大量客家人由粤东、江苏、福建等地迁入惠州府。为了解决随迁子弟的读书及参加科举考试的问题，这些移民在惠州修建了大量的宗族式书室，黄氏书室便是其中一例。
黄姓是归善县的一个大姓，有统计资料指该县明清两代产生的约290名举人中，黄姓占去18席，包含一名恩科进士；另外，当时的归善黄氏亦产生了大量身处高位的官员。而到了近现代，担任教职、官职，或是被评上高级职称的族人仍然层出不穷，其中不乏黄植祯、黄焕秋等杰出代表。

## 基本情况

### 构造及设施
黄氏书室是一座“进深三座（43.1（141英尺）），面阔五间（24（79英尺））”的三进式院落四合院。该建筑坐东南朝西北，占地面积约为1,500平方（16,000平方英尺），主体结构总体布局为“三进二井三厅十八房屋”，左侧又布置三进配房，并以小巷侧门连接。书室正门以花岗石构筑，高3.6（12英尺），宽2.05（6英尺9英寸），其横额上有阴刻楷书“黄氏书室”四字，每字宽50（20英寸），高60（24英寸）；门边楹联亦为阴刻，但以行书写就，曰“绩著循良第一，家传孝友无双”，每字宽25（9.8英寸），高40（16英寸），其字体俊逸流畅，被认为是具有较高书法价值；两侧有一对须座门墩石，高63（25英寸），宽54（21英寸）。大门两侧次间及明间之前皆有弓形石枋，有石狮置于其上，石狮上又有一斗三升斗拱；枋下两边有石质角替。
书室布局的特色为“规中有变”，即在不违背三进屋规制的前提下，通过增加天井空间的方式增强采光效果。一、二两进之间的回廊被分成三个部分，中间部分及前后两侧分别采用硬山式及卷棚式屋顶；卷棚顶上的檩条是由八边瓜棱形与梅花斗组成的联合构件承托，被认为是具有一些当地特色。书室的正脊灰脊则以大型花鸟图案作为装饰。
该建筑在材料及工艺方面皆充满特色：建筑整体采用布灰瓦及绿色琉璃瓦剪边，令其有庄重古朴的观感；建筑各处亦采用大量不同类型的雕刻工艺，如石雕、砖雕、木雕、灰雕等，其中石柱础、斗子都有三种造型，这被认为是体现了当时雕刻工艺之精致及刀法之娴熟、流畅；建筑内部亦保留了大量描绘古代圣贤形象的壁画。
- 位于书室第二进反面的“文魁”牌匾
- 书室第二进的梁木
- 书室屋檐的装饰
- 外墙上雕刻的石狮

### 意义
黄氏书室的文物价值体现在两个方面，一是其历史及艺术方面的价值，二是其位处惠州西湖之畔，其地理环境之优越性在当地现存的古建筑中较为罕见:252。除此之外，该建筑现时所处的位置又毗邻较为重要的商贸建筑，故其亦被认为是访古赏景、闹中取静的上佳场所。

## 历史
清朝初年，有一支黄氏自福建迁徙至惠州，并在当地繁衍生息，发展至较大规模。为团结家族、敬仰先祖，惠州黄氏族人便于道光二十二年（1842年）募资修筑了黄家祠。作为归善黄氏的总祠，其中庭初期供奉了黄氏列祖列宗之画像。后来，祠堂改为书室，以方便当地黄氏子弟读书及参加科举考试，以及为外地赴惠赶考的黄氏书生提供食宿服务。抗日战争胜利后，书室在保持为在当地读书的黄氏书生提供食宿服务的同时，亦能解决前往府城办事的归善黄姓人的住宿问题。
惠州解放后，黄氏书室被包括惠州汽车运输站在内的多个部门使用。1990年7月23日，该建筑被纳入第三批惠州市文物保护单位，此时的书室已然成为居民住宅，共有18户居民居于其中:250-251。1994年10月，因旧城改造，书室开始被拆卸，惟有关工程后来被广东省有关部门中止:252。此后，有数名惠州市政协委员于1996年4月的会议上提出将书室修复为惠州市民俗博物馆的提案，并获市政协接纳:253。1998年，书室的修复工程完工。2005年7月12日，由黄氏书室改建而成的东江民俗文物馆正式向公众开放。
2015年9月24日，黄氏书室入围第八批广东省文物保护单位拟推荐名单。12月10日，黄氏书室正式入选第八批广东省文物保护单位。

## 保护及利用

### 存废争议
黄氏书室曾在1990年代中期经历过存废争议。由于书室所处的环城西路是惠州市旧城改造工作的第一期改造区域，故惠州市旧城改造指挥部自1993年10月起就开始对书室的去留进行讨论，最终形成拆卸书室的共识。当月21日，惠州市文物管理委员会在该建筑召开办公会议，最终形成统一意见。该意见认为黄氏书室确有一定文物保护价值，惟原建筑风貌已因居民经年累月的不合理改造被严重破坏，且修复成本过大，故基于惠州市中心发展大局，该建筑可在该委员会同意惠州市人民政府撤销其惠州市文物保护单位之地位后被安排拆卸。:251
1994年10月，黄氏书室的拆卸工程开工。后两进建筑被拆卸后，有市民向惠州市政府及广东省文物管理委员会上访，引发广泛关注。此后，广东省文化厅、广东省文物管理委员会派员勘察，认为该建筑“格局完整，具有一定的历史和艺术价值”，且“环境优越，是现存古建筑中少见的”，并指该部门从未批准书室的拆卸工作。随后，惠州市有关部门当即在拆卸现场召开会议，决定调整旧城改造方案，保留尚未被拆卸的山门及第一进建筑，并加建两层风格与山门协调的回廊式仿古建筑，及利用以上建筑开办“惠州市民俗博物馆”，令黄氏书室最终得以保存下来。:252

### 蚁害防治
在黄氏书室被改建期间，书室便被发现存在白蚁泛滥的问题。为此，有关部当时便邀请专门机构不定时消杀，但上述机构指该处四季潮湿，且建筑所处的木构房屋及物品较多的环境对白蚁繁衍极为有利，故消杀难度极大。截至书室开门接客后的2008年11月，蚁害仍未能得到根治，藏于其内的木质文物大多亦因此遭到不同程度的侵蚀。

### 现时利用情况
现时的黄氏书室是惠州东江民俗文物馆的馆址，于2005年7月12日正式向公众开放游览。由于该馆陈列的物品皆是反映当地风俗的文物，加上黄氏书室本身亦是文物保护单位，故东江民俗文物馆有“大文物装小文物”的赞誉。另外，该博物馆亦是惠州市有关部门指定的涉外参观接待点。

#### 展览
东江民俗文物馆以“收藏和展示东江地区历代保存下来的民俗文物和民俗资料，并对其进行考证研究”为宗旨，现时设有喜庆习俗、居住习俗、书院文化、东江出水文物、传统生产生活习俗、惠州民间工艺精品等六个展区。展品方面，文物馆透过自身征集、民众捐赠等形式获得藏品，目前共展出逾两万件文物，分为古陶瓷、古民居、金木雕、传统居住器具、传统农具、东江出水文物及民间工艺精品等七个类别，其年代自新石器时代横跨至民国初年；此外还包括百余幅反映当地民俗的图片。
该馆较有特色的展品包括位于书院文化展厅中央、反映昔日的当地读书人的“拜孔”习俗的孔子雕像，于喜庆习俗展厅展示的杉木红花轿、李家拳麒麟舞道具（麒麟头、大刀、锣鼓等），以及于东江出水文物展厅展示的反映东江、西枝江流域商贸历史的文物。
- 纺织机
- 厨具及杉木红花轿
- 位于书院文化展厅的孔子像
- 书法作品
- 风车
- 惠州彩瓷，由刘汉新绘制

#### 开放安排
一般安排
该馆现时于每星期二至日9时至18时向公众开放，逢星期一闭馆。该馆于2008年7月5日成为免费开放场馆，并提供免费讲解服务。
特别安排
新型冠状病毒疫情期间，该馆于2020年1月24日起与其余市直文化、体育、宗教场所一同暂停开放。5月1日，该馆开始实施有限度开放措施，于每周二至日9时至17时开放全部展览区域；参观者需凭线上预约凭证及“粤康码”入馆，且任意时间点均只允许不超过20名参观者同时在馆；而馆内的人工讲解服务则暂时不获恢复。

## 行经公共交通
- 丰湖书院[21]：惠州西湖接驳B、2、5、7、8、10、13、15、17、18、19、21、24、25、41